# Kościół św. Mikołaja w Kopenhadze

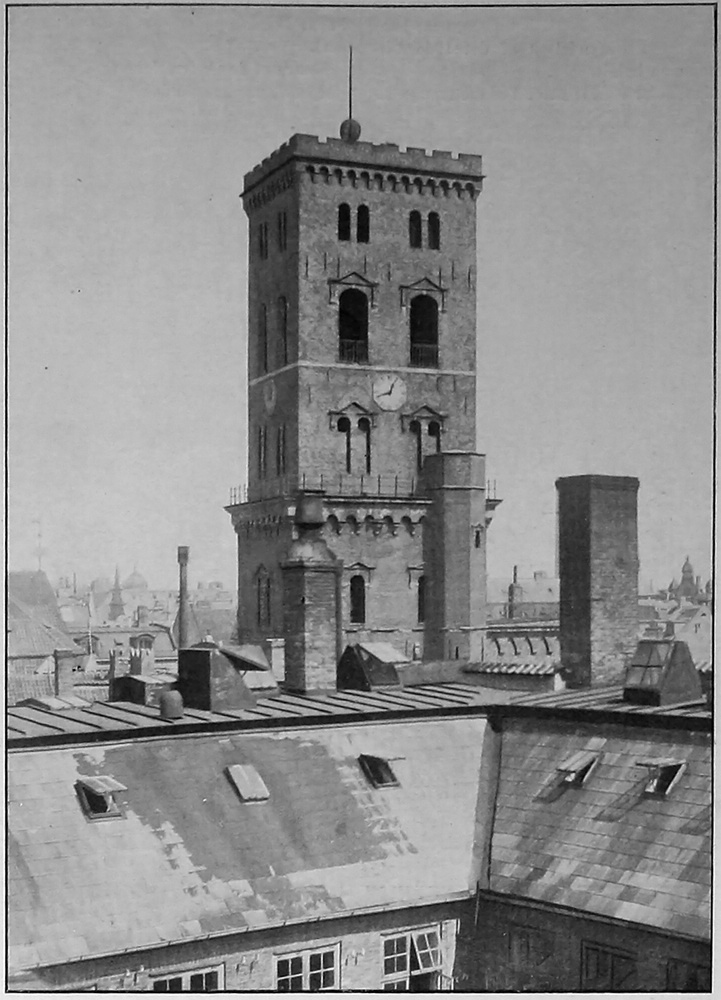
Wieża bez hełmu ok. 1900. Nad wieżą widoczny jest maszt z kulą sygnalizacyjną uruchamianą o godz. 13.

Kościół św. Mikołaja w Kopenhadze (duń. Sankt Nikolaj Kirke, obecnie Kunsthallen Nikolaj) – były kościół położony w centrum Kopenhagi przy placu Nikolai Plads 10. Stanowi obecnie centrum wystawowe sztuki współczesnej. Należy do gminy Kopenhaga i nie pełni już funkcji sakralnej. Od dziesięcioleci jest używany jako sala wystawowa sztuki współczesnej pod nazwą Kunsthallen Nikolaj (do 1 kwietnia 2006 Nikolaj Udstillingsbygning).
Budowla składa się ze zrekonstruowanego dawnego kościoła i zachowanej średniowiecznej wieży.

## Historia
Kościół św. Mikołaja został zbudowany na początku XIII. jako trzeci z kolei kościół w Kopenhadze.
W 1261 kościół po raz pierwszy został wymieniony w dokumentach. W 1517, po przebudowie, stał się kościołem żeglarzy.
W 1520 stał się pierwszym kościołem w Danii, w którym wygłoszono luterańskie kazanie. W 1536 król Danii Chrystian III Oldenburg ogłosił luteranizm religią państwową w Danii. Kościół  św. Mikołaja przestał tym samym być katolicki. W 1591 ukończona została wieża kościelna. W 1611 przykryto ją gotyckim hełmem, który w 1628 uległ zniszczeniu podczas gwałtownej burzy. Odbudowano go w 1669 w formie barokowej.
Podczas pożaru Kopenhagi w 1795 zniszczeniu uległa większość budowli, zwłaszcza cały korpus i hełm wieży. W 1805 oficjalnie postanowiono, że zrujnowana budowla przestanie być kościołem. Wyburzono ruiny korpusu świątyni pozostawiając jedynie trzon wieży, który nakryto płaskim dachem. Wokół wieży wyrosły z czasem sklepiki rzeźników, które usunięto w II poł. XIX w.
Dach wieży służył przez długi czas jako stanowisko obserwacyjne dla strażnika w celu wypatrywania pożarów. Kiedy strażnik dostrzegł pożar, wywieszał latarnię po tej stronie wieży, po której był pożar. Dla zawijających do portu okrętów nadawano codziennie o godz. 13 specjalny sygnał polegający na wyrzuceniu w górę kuli, która następnie spadała. Po odbudowie hełmu wieży sygnał ten nadawano z silosa we Frihamnen, wyburzonego w latach późniejszych.
W 1909 z inicjatywy i na koszt piwowara Carla Jacobsena odbudowano w nowoczesnej formie hełm wieży, istniejący do dzisiaj. Wieża, mierząca 90 m, jest jednym z charakterystycznych elementów panoramy Starego Miasta w Kopenhadze.
Odbudowano również jako nowoczesną replikę, choć w mniejszej skali, zniszczony w wyniku pożaru korpus kościoła. Przeznaczono go na salę wystawową, która zainaugurowała swą działalność w 1912. Razem z wieżą budowla funkcjonowała również jako muzeum marynarki wojennej i biblioteka.
W okresie powojennym były kościół stał się od 1957 na stałe salą wystawową. W latach 60. działali w nim artyści spod znaku Fluxusu pod przywództwem Knuda Pedersena. Jednym z oryginalnych projektów grupy jest zachowany oryginalny jukebox zawierający 22 godziny muzyki eksperymentalnej.